# W43A
W43A är en ovanlig stjärna som sänder ut vattenånga vid polerna. Trots avståndet till jorden på 8500 ljusår kan astronomer studera fenomenet, då vattnet lyses upp av en gigantisk mikrovågslaser, en så kallad maser. 
Att fenomenet är möjligt beror på att den döende stjärnan i slutet av sin livscykel kastar av sig de yttersta skalen. De bildar då ett tjockt klotformat gasmoln. Samtidigt drar stjärnornas kärna ihop sig i en vit dvärg, stor som jorden, som bombarderar gasklotet inifrån med ultraviolett strålning. 
På detta sätt har det bildats en enorm laserkanon. Värmen tillför nämligen atomerna i gasmolnet energi, som väcker genklang. Så småningom kommer en del av atomerna att falla tillbaka till grundtillståndet, varvid en liten energipuls i form av ljus eller mikrovågor sänds ut. När denna stråle sedan passerar gaslagret, uppträder en slags dominoeffekt i atomerna, så att de alla sänder ut en liten energipuls och mikrovågorna förstärks då kraftigt.